# Трой (Айдахо)
Вижте пояснителната страница за други значения на Трой.
Трой (на английски: Troy) е град в окръг Лата, щата Айдахо, САЩ. Трой е с население от 798 жители (2000) и обща площ от 2,1 km². Намира се на 758 m надморска височина. ЗИП кодът му е 83871, а телефонният му код е 208.